# Heinrich I. (Polen)

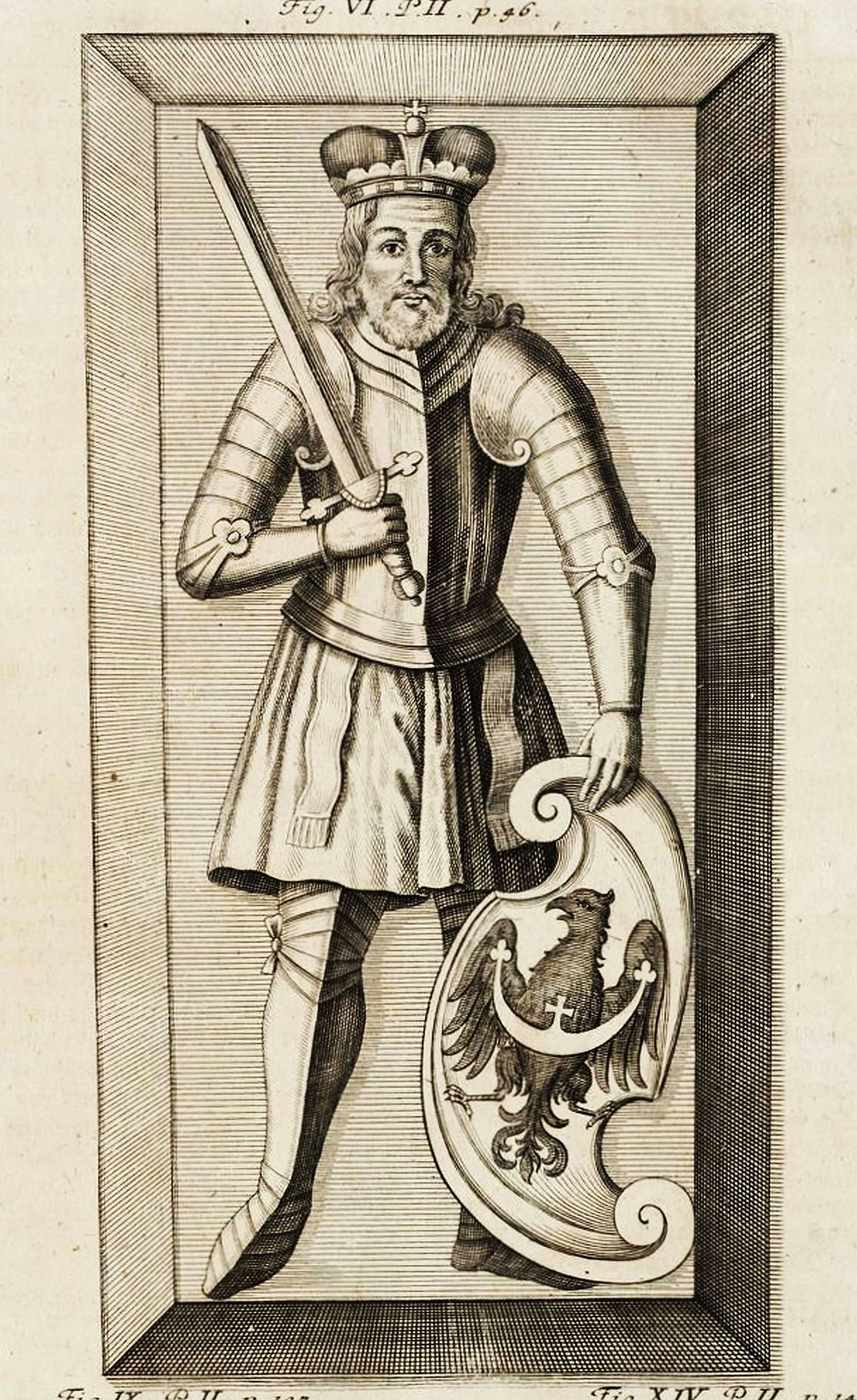
Heinrich der Bärtige, Kupferstich von Bartholomäus Strachowsky, 1733

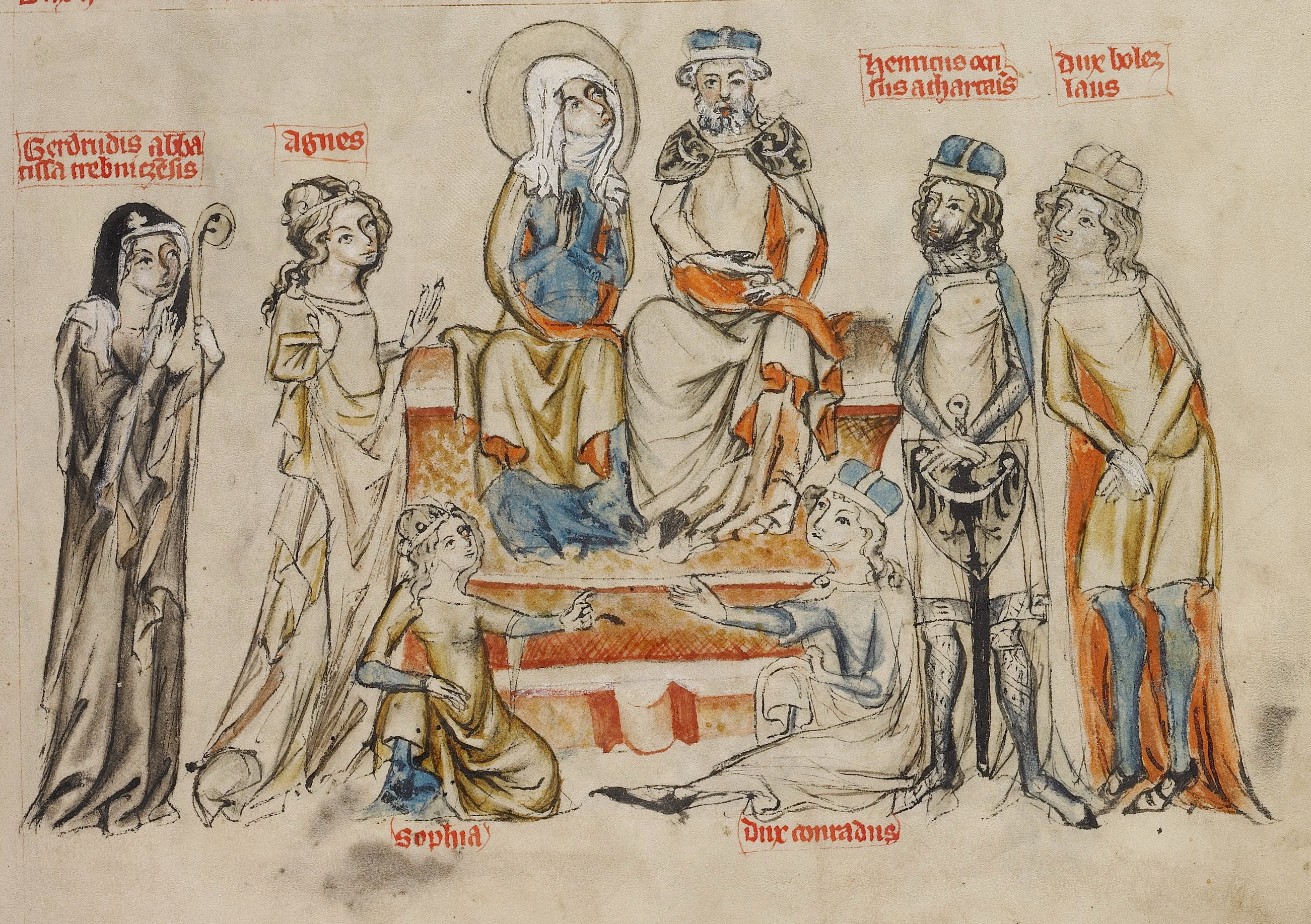
Heinrich der Bärtige, der Herzog von Schlesien und Princeps von Polen, mit seiner Familie

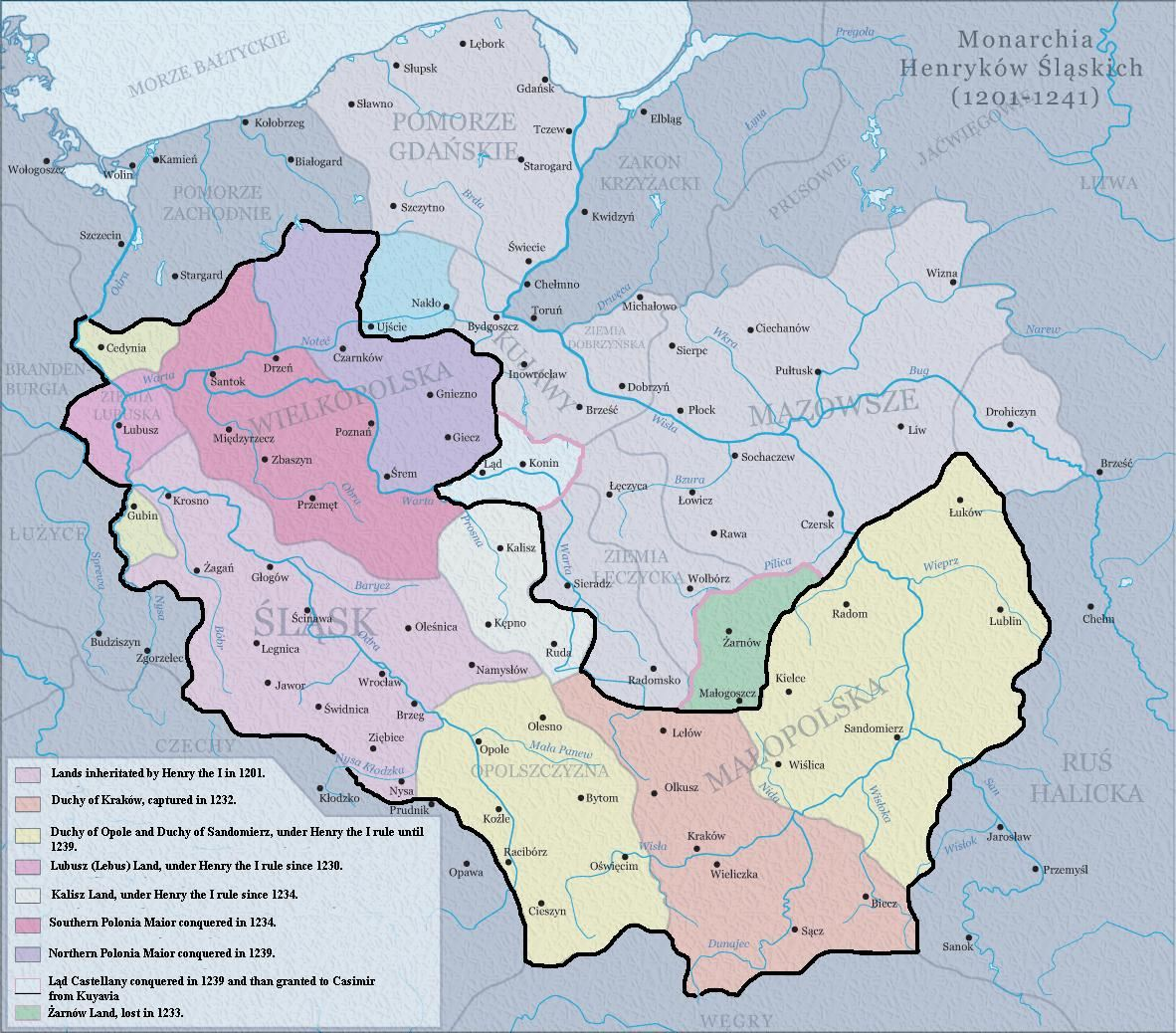
Die territoriale Entwicklung der „Monarchie der Heinrichschen Piasten“ in den Jahren 1201 bis 1241 innerhalb der Grenzen des Regnum Poloniae während der Herrschaft von Heinrich I. (1232–1238) und Heinrich II. (1238–1241)

Heinrich I. (auch: Heinrich I. von Schlesien; Heinrich I. von Polen; Heinrich der Bärtige, polnisch: Henryk I Brodaty; * um 1165 in Glogau; † 19. März 1238 in Crossen an der Oder) war ab 1201 Herzog von Schlesien und ab 1232 Seniorherzog von Polen.

## Herkunft und Familie
Heinrich entstammte der Dynastie der Schlesischen Piasten. Seine Eltern waren Bolesław I. „der Lange“ von Schlesien und wahrscheinlich Adelheid von Sulzbach, Tochter des Pfalzgrafen Berengar I. von Sulzbach oder auch Christina. Heinrich hatte drei Brüder und zwei Schwestern, darunter:
- Jaroslaw († 1201), Herzog von Oppeln und Bischof von Breslau und
- Adelheid, verheiratet mit Markgraf Diepold III. von Mähren.

1186 vermählte sich Heinrich mit der erst zwölfjährigen Hedwig, Tochter des Andechser Grafen Berthold IV. Der Ehe entstammten vier Söhne und drei Töchter, u. a.
- Heinrich II. († 1241), Herzog von Schlesien
- Konrad († 1235/37)
- Gertrud, 1207 verlobt mit dem Pfalzgrafen Otto VIII. von Wittelsbach, wurde 1209 Äbtissin von Trebnitz, nachdem ihr Verlobter wegen der Ermordung Philipps von Schwaben hingerichtet worden war.[2]

## Leben
Nach dem Tode seines Vaters 1201 erbte Heinrich dessen Besitzungen als Alleinerbe. Schon 1202 eroberte sein Onkel Mieszko I. das Gebiet von Oppeln. Mit einem Vergleich vom 22. November d. J. musste ihm Heinrich das Oppelner Land abtreten und gleichzeitig einwilligen, dass zukünftig das gegenseitige Erbrecht zwischen den beiden schlesischen Herzogslinien nicht mehr gelten sollte. Damit trennten sich die Linien in das
- Herzogtum Schlesien (ducatus Slezie) mit Mittel- und Niederschlesien und
- Herzogtum Oppeln (ducatus Opol), das aus den Gebieten Oppeln-Ratibor, Teschen, Beuthen, Pleß, Auschwitz und Sewerien bestand.

Zwischen 1201 und 1206 gewann Heinrich, anscheinend auf friedlichem Wege, einen Teil Großpolens mit Kalisch und erlangte im nächsten Jahrzehnt das Land Lebus. 1217 begründete er in Naumburg am Bober ein Augustiner-Chorherrenstift, das 1284 nach Sagan verlegt wurde und als Augustiner-Chorherrenstift Sagan überregionale Bedeutung erlangte.
1222–1223 kämpfte er mit Herzog Konrad I. von Masowien gegen die heidnischen Pruzzen. Er stand im guten Einvernehmen mit dem Deutschen Ritterorden und soll sich für die Verleihung des Kulmer Landes an diesen eingesetzt haben. Vermutlich wegen eines Konflikts zwischen den Adelsfamilien Grzyfita und Odrowąż zog er 1225 mit einem Heer vor Krakau.
Nach dem Tod des polnischen Herzogs Leszek I. „der Weiße“ 1227 gelang es Heinrich, Krakau mit Kleinpolen und Sandomir sowie Großpolen bis zur Warthe zu gewinnen und somit große Teile Polens in seiner Hand zu vereinigen. Im Zuge der Kämpfe um Großpolen und den Streit um den Krakauer Thron wurde Heinrich 1229 von Konrad von Masowien während einer kirchlichen Feier in Spytkowice gefangen genommen und auf die Burg Płock in Masowien entführt. Durch Vermittlung der Herzogin Hedwig wurde er freigelassen, musste jedoch auf Krakau verzichten. Ab 1230 führte er die Regentschaft in Oppeln, da ihm die Vormundschaft über die unmündigen Söhne Mieszko II. und Wladislaus I. des Herzogs Kasimir I. übertragen wurde.
Nach dem Tod Wladislaws III., der 1229 von Konrad I. von Masowien aus Krakau vertrieben worden war, erbte Heinrich 1231 Großpolen und übernahm 1232 die Regentschaft über Krakau. Damit wurde er Princeps von Polen, dessen Wiedervereinigung er anstrebte, wodurch er wiederum in einen Konflikt mit Herzog Konrad I. von Masowien geriet.
Heinrich förderte die deutsche Ostsiedlung, die bereits von seinem Vater begonnen worden war, und die in der Folge eine Loslösung Schlesiens aus dem polnischen Reichsverband förderte. Er veranlasste umfangreiche Rodungsarbeiten und gründete die Städte Goldberg, Neumarkt sowie Löwenberg. Die kolonisatorische Tätigkeit des Klosters Leubus wurde von ihm unterstützt. Bereits bestehende slawische Siedlungen wurden teilweise nach dem Magdeburger Recht relokalisiert.
Vermutlich unter dem Einfluss seiner Frau Hedwig, die später heiliggesprochen wurde, gründete er das Zisterzienserinnenkloster Trebnitz und genehmigte die Gründung und Besiedlung des Klosters Heinrichau mit Zisterziensern. Obwohl er selbst tief religiös war, wurde er 1237 exkommuniziert, da er die kirchlichen Forderungen nach Immunität ablehnte. Mit dem Bistum Breslau geriet er in Auseinandersetzungen wegen der Zehntleistungen der deutschen Neusiedler.
Heinrich starb am 19. März 1238 in Crossen an der Oder. Sein Leichnam wurde vor dem Hauptaltar der Klosterkirche in Trebnitz beigesetzt.